# Lisette Lapointe
Pour les articles homonymes, voir Lapointe.
Lisette Lapointe, née le 13 septembre 1943 à Montréal, est une enseignante et femme politique québécoise. Elle est l'épouse de l'ancien premier ministre du Québec Jacques Parizeau.
Lors des élections générales québécoises de 2007, elle est élue députée péquiste de la circonscription de Crémazie à l'Assemblée nationale du Québec. Réélue en décembre 2008, elle quitte le Parti québécois, le 6 juin 2011, avec Pierre Curzi et Louise Beaudoin afin de protester contre le projet de loi présenté par ce parti sur l'amphithéâtre de Québec.
De 2013 à 2017, elle est mairesse de Saint-Adolphe-d'Howard.

## Biographie
Née le 13 septembre 1943 à Montréal, Lisette Lapointe est la fille de Phillippe Lapointe, enseignant et cadre scolaire, et de Laurette Picard, enseignante.
En 1970, elle travaille étroitement à la campagne électorale de Pierre Marois dans le même comté que Pierre Laporte. D'abord attachée de presse de Jacques Parizeau en 1976, elle devient son épouse en 1992.

### Élection québécoise de 2007

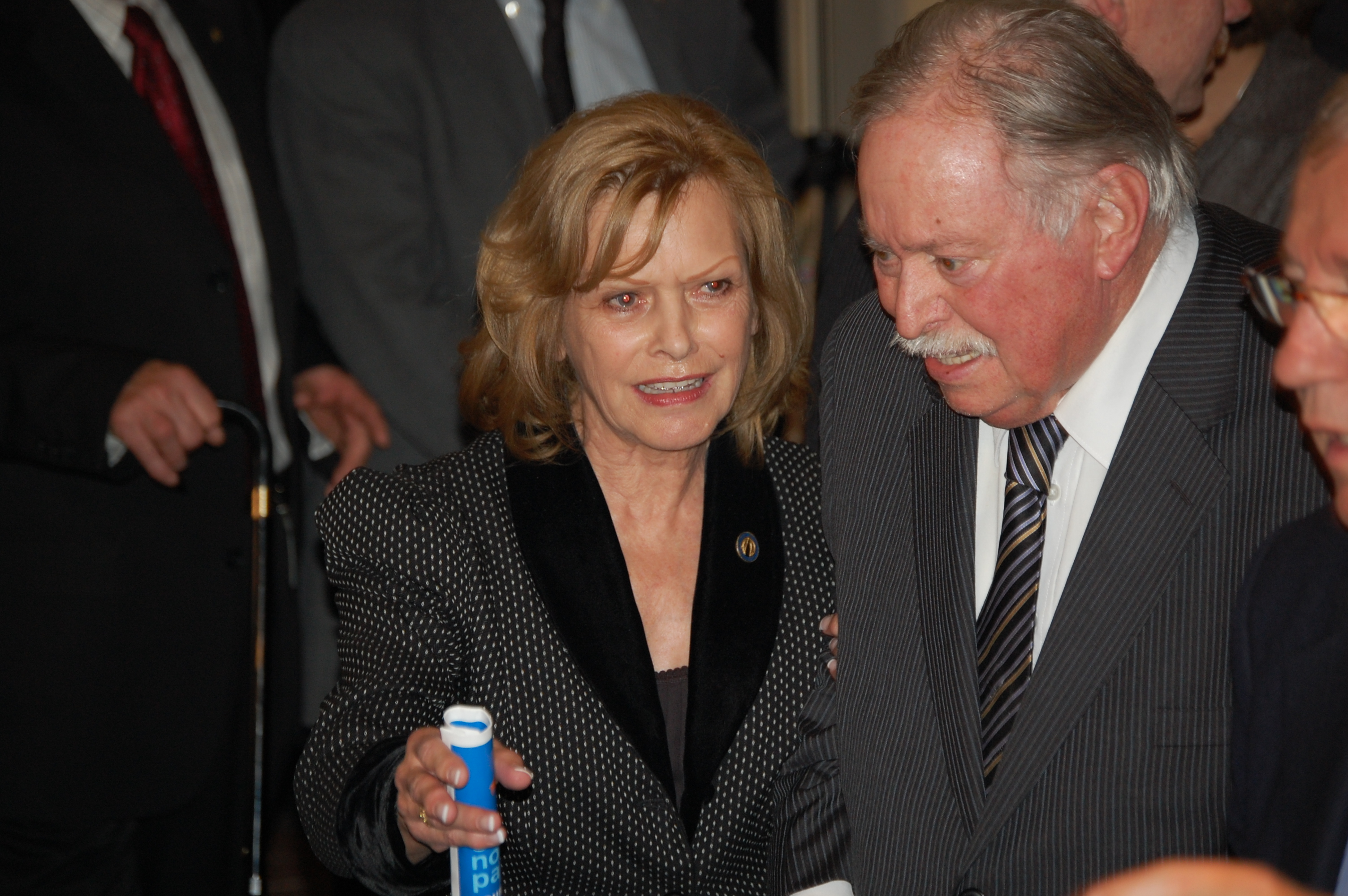
Avec Jacques Parizeau en 2009.

En 2006, elle annonce sa décision, avec le soutien de Jacques Parizeau et d'André Boisclair, de se porter candidate à l'élection générale québécoise de 2007 sous la bannière du Parti québécois. Elle songe d'abord à se présenter dans la circonscription de Deux-Montagnes, mais devant le refus de se désister d'un des deux candidats à l'investiture, elle se tourne finalement vers la circonscription de Crémazie, sans opposition d'un autre membre du parti. Elle est la première épouse d'un ancien premier ministre du Québec à se porter candidate à une élection générale. Elle remporte l'élection dans sa circonscription avec 170 voix d'avance sur sa principale adversaire, la députée libérale sortante Michèle Lamquin-Éthier.

### Élection québécoise de 2008
Le soir de l'élection générale de 2008, Lisette Lapointe est réélue avec une majorité de 1 412 votes. Elle devient porte-parole de l'opposition officielle en matière d'aînés et de régie des rentes.
Le 6 juin 2011, elle démissionne du caucus du Parti québécois en même temps que les députés Pierre Curzi et Louise Beaudoin afin de s'opposer à la loi 204, ouvrant une crise interne au Parti québécois qui durera plusieurs mois.
Elle adhère ensuite au jeune parti Option nationale créé par Jean-Martin Aussant tout en gardant sa carte au PQ et en siégeant comme indépendante. Elle ne se représente pas aux élections générales de 2012.

### Élections municipales de 2013
Le 23 septembre 2013, elle annonce sa candidature aux élections municipales à Saint-Adolphe-d'Howard. Le 3 novembre 2013 elle remporte ces élections avec 36,82 % des voix devant quatre autres candidats, elle est officiellement assermentée mairesse quelques jours plus tard.

### Élections municipales de 2017
Le 18 avril 2017, elle annonce qu'elle ne se représentera pas au poste de maire de Saint-Adolphe-d'Howard aux élections municipales. Claude Charbonneau est élu maire avec 39% des voix.

## Résultats électoraux

### Résultats provinciaux
|                                                                                               | Nom                         | Parti               | Nombre de voix | %      | Maj.  |
| --------------------------------------------------------------------------------------------- | --------------------------- | ------------------- | -------------- | ------ | ----- |
|                                                                                               | Lisette Lapointe (sortante) | Parti québécois     | 12 972         | 45,1 % | 1 412 |
|                                                                                               | Martin Cossette             | Libéral             | 11 560         | 40,2 % | -     |
|                                                                                               | Diane Charbonneau           | Action démocratique | 1 808          | 6,3 %  | -     |
|                                                                                               | André Frappier              | Québec solidaire    | 1 627          | 5,7 %  | -     |
|                                                                                               | Nathalie Gingras            | Vert                | 776            | 2,7 %  | -     |
| Total                                                                                         | Total                       | Total               | 28 743         | 100 %  |       |
| Le taux de participation lors de l'élection était de 62,3 % et 425 bulletins ont été rejetés. |                             |                     |                |        |       |

|                                                                                               | Nom                               | Parti               | Nombre de voix | %      | Maj. |
| --------------------------------------------------------------------------------------------- | --------------------------------- | ------------------- | -------------- | ------ | ---- |
|                                                                                               | Lisette Lapointe                  | Parti québécois     | 12 388         | 36 %   | 170  |
|                                                                                               | Michèle Lamquin-Éthier (sortante) | Libéral             | 12 218         | 35,5 % | -    |
|                                                                                               | Geneviève Tousignant              | Action démocratique | 5 540          | 16,1 % | -    |
|                                                                                               | André Frappier                    | Québec solidaire    | 2 218          | 6,4 %  | -    |
|                                                                                               | Nathalie Gingras                  | Vert                | 1 934          | 5,6 %  | -    |
|                                                                                               | Marsha Fine                       | Marxiste-léniniste  | 112            | 0,3 %  | -    |
| Total                                                                                         | Total                             | Total               | 34 410         | 100 %  |      |
| Le taux de participation lors de l'élection était de 73,8 % et 349 bulletins ont été rejetés. |                                   |                     |                |        |      |

## Archives
Le fonds d'archives de Lisette Lapointe est conservé au centre d'archives de Montréal de Bibliothèque et Archives nationales du Québec.